# 新寨乡 (吴起县)
新寨乡是中国陕西省延安市吴起县下辖的一个乡。

## 行政区划
新寨乡下辖以下行政区：
新寨村、王河村、梁坡村、杨庙台村、冯陡峁村、齐湾子村、张城子村、石台子村、姚寺村、伍金涧村、高渠村、暴城村